# Waleri Alexandrowitsch Gawrilin
Waleri Alexandrowitsch Gawrilin (russisch Валерий Александрович Гаврилин, wiss. Transliteration Valerij Aleksandrovič Gavrilin; * 17. August 1939 in Wologda, Oblast Wologda, Sowjetunion; † 28. Januar 1999 in Sankt Petersburg, Russland) war ein russisch-sowjetischer Komponist. 

## Leben
Gawrilins Vater war Lehrer und kam als Freiwilliger bei der Belagerung Leningrads 1942 ums Leben, seine Mutter war Leiterin eines Kinderheims und wurde 1950 inhaftiert. Waleri Gawrilin kam daraufhin in ein Waisenhaus bei Wologda, wo er das Klavierspiel bei Tatjana Tomaschewskaja erlernte  – erst nach dem Tod Stalins wurde seine Mutter rehabilitiert. Auf Empfehlung von Iwan Belosemzew konnte Gawrilin die Musikfachschule in Leningrad bei Sergei Wolfenson besuchen. Von 1958 bis 1963 studierte er dann am Leningrader Konservatorium Komposition bei Orest Jewlachow und 1963 bis 1964 Folkloristik bei Feodossi Antonowitsch Rubzow. Schon während des Studiums landete er als Komponist mit seinem Vokalzyklus Немецкая тетрадь (Deutsches Heft, 1962) nach Heinrich Heine einen ersten Erfolg.
Von 1965 bis 1974 lehrte Gawrilin selbst an der Musikfachschule des Konservatoriums und arbeitete 1969 auch als Redakteur des Fachmagazins Sowjetski kompozitor. Mit dem Liederzyklus Русская тетрадь (Russisches Heft, 1965) feierte er seinen Durchbruch als Komponist und erhielt dafür 1967 den Staatlichen Glinka-Preis. Sein Ballett Анюта (Anjuta, 1982) nach Anton Tschechow, komponiert für die prominenten Tänzer Jekaterina Maximowa und Wladimir Wassiljew, lief erfolgreich am Bolschoi-Theater und wurde verfilmt. Viel Aufmerksamkeit erregte auch Gawrilins Werk Перезвоны (Glockenläuten 1978–1982), eine „rituelle Sinfonie“ oder „Chor-Sinfonie-Aktion“, die mit archaischen Rhythmen und Ostinati Popularität erreichte.
Nach seinem Tod 1999 wurde im Jahr 2000 der Asteroid 7369 Gavrilin nach ihm benannt. Ebenso tragen Festivals in Wologda und Sankt Petersburg seinen Namen, nach ihm benannt sind auch ein Musikwettbewerb und die Philharmonie Wologda.

## Stil
Gawrilin komponierte Opern, Ballette, Orchesterwerke, Kantaten, Kammermusik, Chor- und Vokalwerke sowie Theater- und Filmmusik. Stilistisch blieb er gemäßigt modern und tonal orientiert, sein Credo war es, zugängliche und verständliche Musik zu schreiben. Dabei vermischte er ernste und leichte Genres, Ironie und Groteske, Humor und Tragik. Vor allem mit seinen Gesangszyklen war er im Gefolge von Georgi Swiridow einer der prägenden Vertreter eines melodischen, neoromantischen Stils, der seit den 1960er Jahren in der Sowjetunion unter den Bezeichnungen „Neuer Folklorismus“, „neue Folklore-Welle“ oder „third stream“ bekannt wurde. Diese „neue Folklore-Welle“ galt in der Tauwetter-Periode als musikalisches Pendant zur literarischen „Dorfprosa“ – ihr gehörten Autoren wie Wassili Below an, der ebenfalls aus der Region Wologda stammte, aber auch Wassili Schukschin und Wiktor Astafjew, Schriftsteller, auf deren Texte sich Gawrilin als Komponist ausdrücklich bezog.

## Auszeichnungen
- 1967: Staatlicher Glinka-Preis der RSFSR für Русская тетрадь (Russisches Heft)
- 1979: Verdienter Kunstschaffender der RSFSR
- 1980: Lenin-Komsomol-Preis
- 1985: Volkskünstler der RSFSR
- 1985: Staatspreis der UdSSR für Перезвоны (Glockenläuten)